# Кипарисовик Лавсона
Кипарисовик Лавсона (Chamaecyparis lawsoniana) — вид рослин родини кипарисові (Cupressaceae).

## Назва
Європейці вперше ідентифікували цю рослину біля Порту Орфорду (Port Orford), звідки походить її англійська назва Port Orford cedar.

## Будова
Кипарисовик Лавсона — вічнозелене дерево до 50–60 м заввишки, діаметром 1–1,8 м, з красивою вузькоконусоподібною кроною і темно-зеленими лускоподібними шпильками. Кора зрілого стовбура темно-коричнева, з поздовжніми тріщинами, а в однорічних пагонів — зелена. Шпильки дрібні, темно-зелені зверху, сизі знизу, щільно і в одній площині розміщені на пагонах.
Розмножується в основному насінням.

## Поширення та середовище існування
Походить з тихоокеанського району Північної Америки. Росте на висоті 1 500 м над рівнем моря. В умовах українського клімату росте добре, але в перші роки повільно. Зимостійкий, лише в суворі зими підмерзають кінчики нездерев'янілих пагонів. Посухостійкий, однак сухість повітря переносить погано. У міських умовах почуває себе добре, до вологи і ґрунтів невибагливий.

## Практичне використання
Дає цінну деревину, стійку проти гниття. Має блакитну форму, відому як кипарисовик Алюма (Chamaecyparis lawsoniana 'Alumii')  — з блакитним кольором хвої.

## Галерея

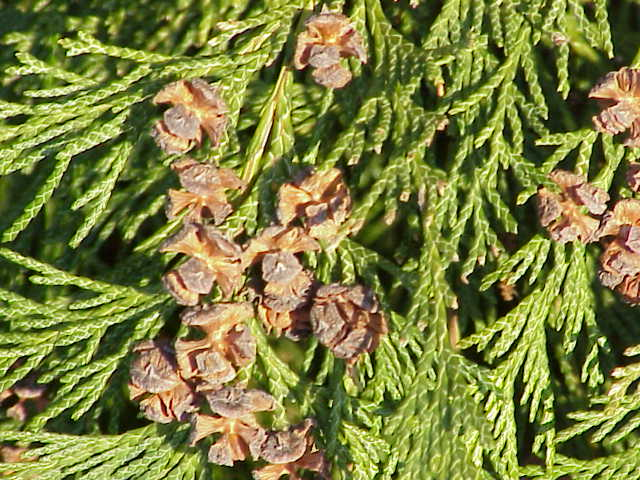
Хвоя
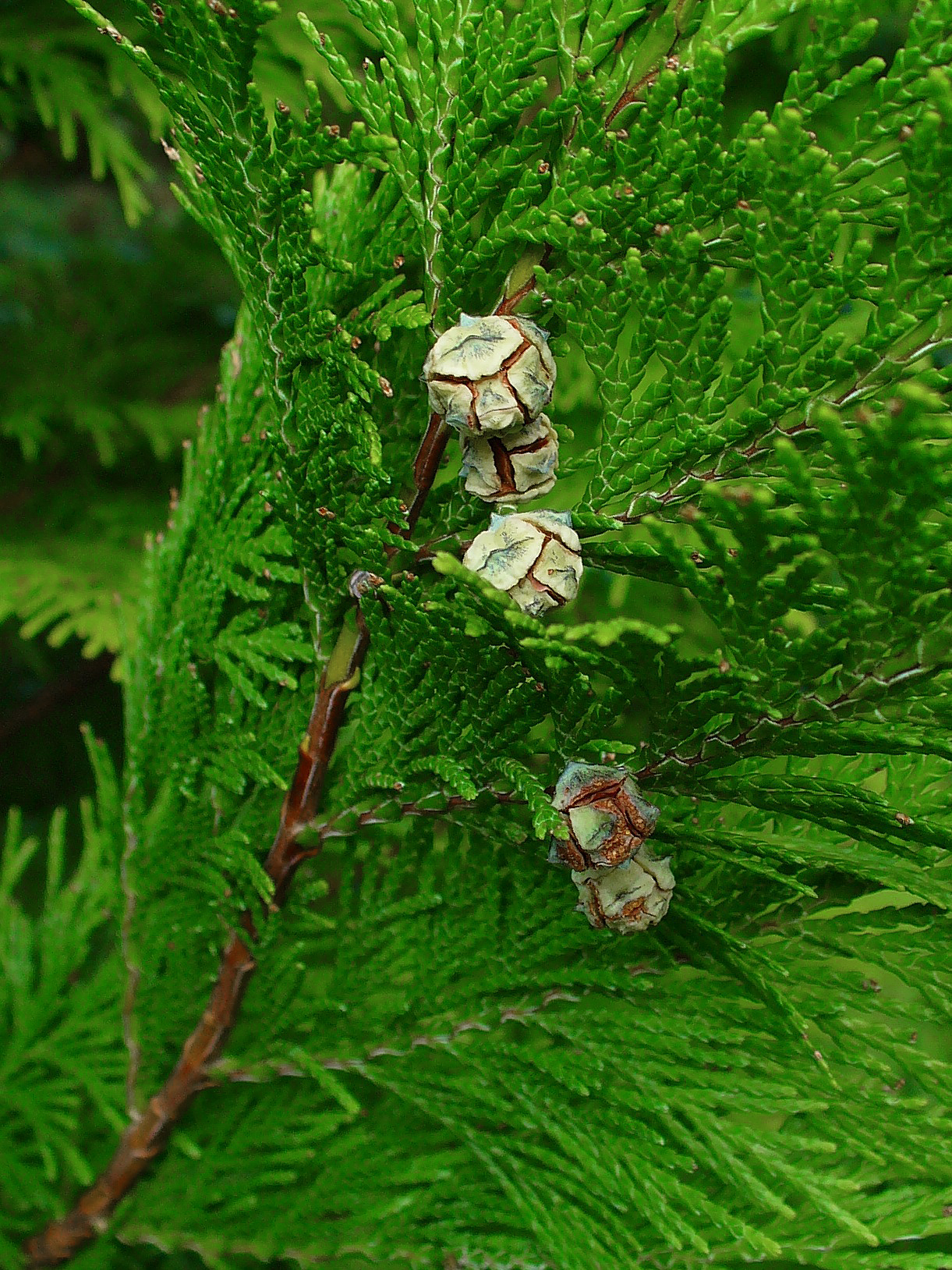
Жіночі шишки
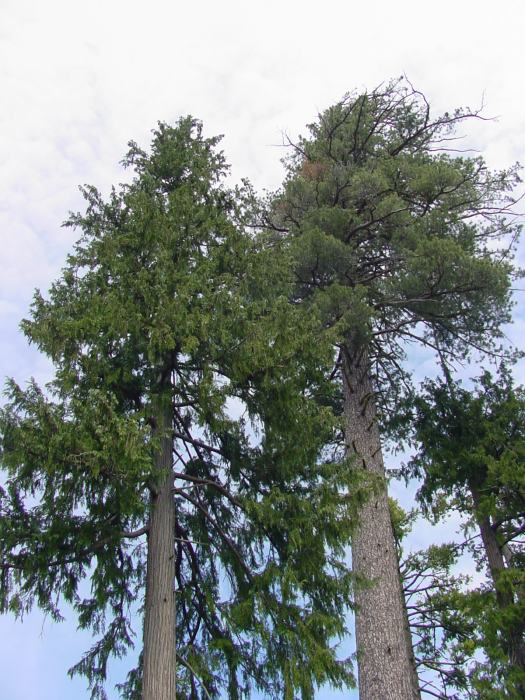
Дорослі особини